# Immortal (Lorna Shore)
Immortal è il terzo album in studio del gruppo musicale statunitense Lorna Shore, pubblicato nel 2020.

## Tracce
1. Immortal – 6:53
2. Death Portrait – 5:08
3. This Is Hell – 5:21
4. Hollow Sentence – 3:50
5. Warpath of Disease – 4:02
6. Misery System – 3:53
7. Obsession – 3:42
8. King ov Deception – 3:53
9. Darkest Spawn – 4:33
10. Relentless Torment – 4:24

## Formazione
- CJ McCreery – voce
- Adam De Micco – chitarra
- Austin Archey – batteria